# Vitarise
Vitarise（ヴィタライズ）は、日本の2人組の音楽ユニット。2003年にビクターエンタテインメントよりメジャー・デビュー。2000年に結成。
ボーカル・作詞を担当するmaiko（中川麻衣子）とキーボード・作曲、編曲を担当するkoh!（高田耕至）によって構成されている。

## 由来
ユニット名のVitarise （ヴィタライズ）は、vitamin（ヴィタミン）とrise（飛躍）からできた造語である。
これには「Vitarise自身の"飛躍（rise）"への願い」と「人々が"ビタミン（vitamin）"を摂取するように、Vitariseの音楽を聴くことによって普段の生活の中の足りない何かを補ってもらいたいという願い」が込められている。

## 概要
- 2003年5月に、アルバム「VITARISE」でメジャー・デビュー。
- 2019年1月より、これまでの楽曲のデジタル配信がスタート。

## ディスコグラフィ

### アルバム
| 枚  | 発売日        | タイトル | 規格品番   |
| --- | ------------- | -------- | ---------- |
| 1st | 2003年5月21日 | VITARISE | VICL-61098 |
| 2nd | 2004年7月21日 | Panorama | VICL-61439 |

### シングル
| 枚  | 発売日         | タイトル            | 規格品番   |
| --- | -------------- | ------------------- | ---------- |
| 1st | 2004年1月7日   | moonlit             | VICL-35597 |
| 2nd | 2009年10月21日 | Galaxy / Sugar Baby |            |

### タイアップ
| 年     | 楽曲     | タイアップ                 | 収録作品 |
| ------ | -------- | -------------------------- | -------- |
| 2004年 | コクハク | 花王AUBE口紅イメージソング | Panorama |